# レオナルド・ホドリゲス・リマ
レオ・ジャバ（Léo Jabá）ことレオナルド・ホドリゲス・リマ（ポルトガル語: Leonardo Rodrigues Lima、1998年8月2日 - ）は、ブラジルのサッカー選手。ポジションはFW。

## クラブ歴
11歳の時にサンパウロFCの下部組織からSCコリンチャンス・パウリスタの下部組織に移籍。2016年にコパ・サンパウロ・ジ・フチボウ・ジュニオルとカンピオナート・ブラジレイロU-20双方で準優勝したメンバーの一人となった。2015年7月22日に行われたABC FC100周年記念親善試合で非公式試合ながらプロ初出場。公式戦初出場となったのは2016年11月21日のSCインテルナシオナル戦であった。
2017年にロシア・プレミアリーグのFCテレク・グロズヌイに移籍。
2018年6月20日、PAOKテッサロニキに5年契約で移籍。
2022年12月8日、サンベルナルドFCに移籍。

## タイトル
PAOK
- ギリシャ・スーパーリーグ:2018-19
- キペロ・エラーダス:2018-19